# Nobius bosaki
Nobius bosaki är en skalbaggsart som beskrevs av Tesar 1945. Nobius bosaki ingår i släktet Nobius och familjen Aphodiidae. Inga underarter finns listade i Catalogue of Life.